# Henry Coëylas
Henry Coëylas, ou Henri Coeylas, né le 7 juin 1844 à Joinville-le-Pont et mort le 12 avril 1923 à Draveil, est un peintre français.

## Biographie
Marie Henri Coëylas est le fils de Pierre Auguste Maximilien Coëylas, receveur buraliste, et de Louise Pauline Aubusson de Carvalay.
En 1875, il épouse à Paris Hélène Jeanne Jolly. Parmi leurs enfants, René Jean Paul Coëylas (1879-1961) sera dessinateur en orfèvrerie, sculpteur, puis journaliste, et André Célestin (1875-1914) médecin.
Il meurt le 12 avril 1923 à Draveil.

Œuvre d'Henry Coëylas
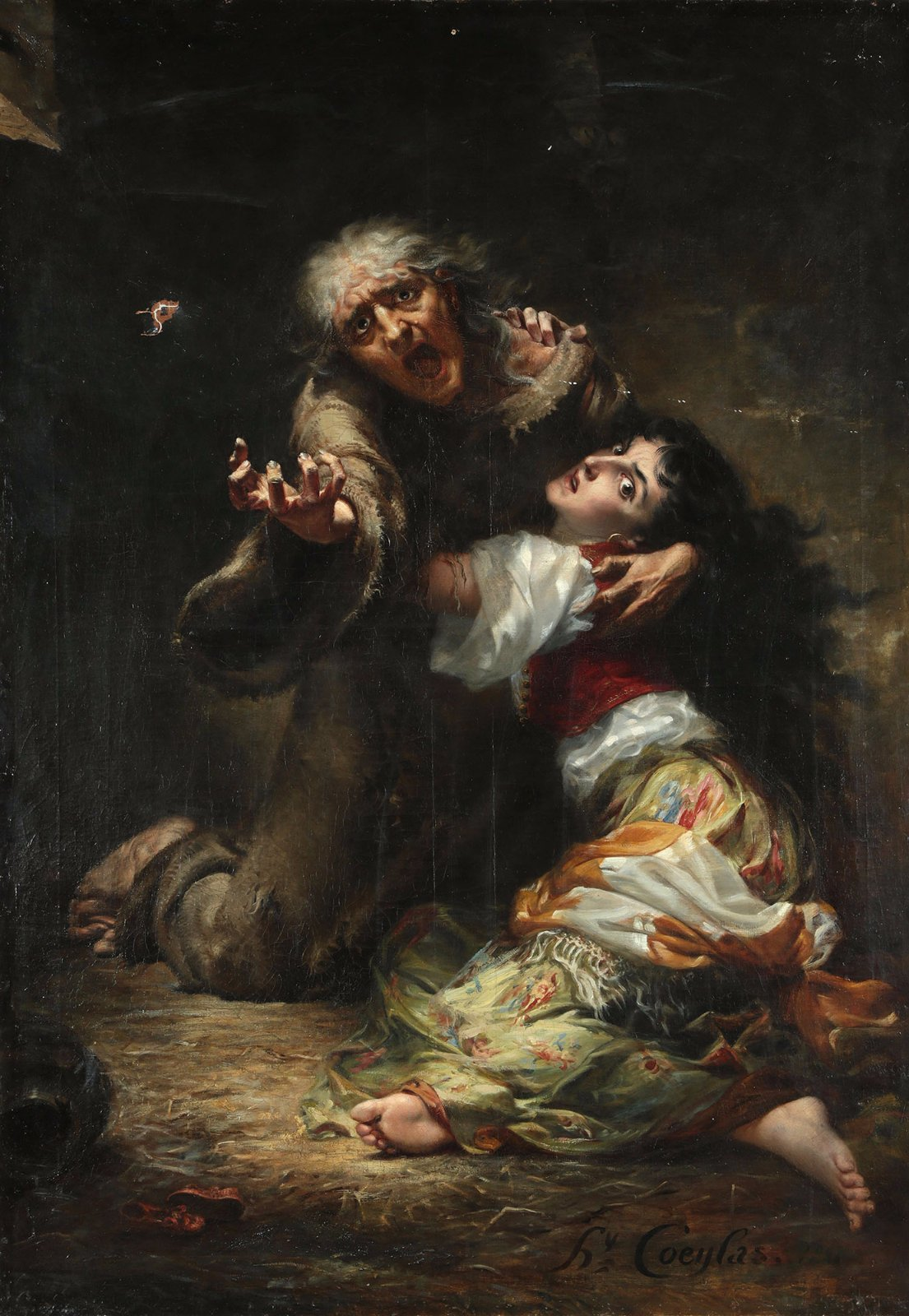
La Sachette suppliant qu'on épargne la vie de la Esmeralda (1891), localisation inconnue.
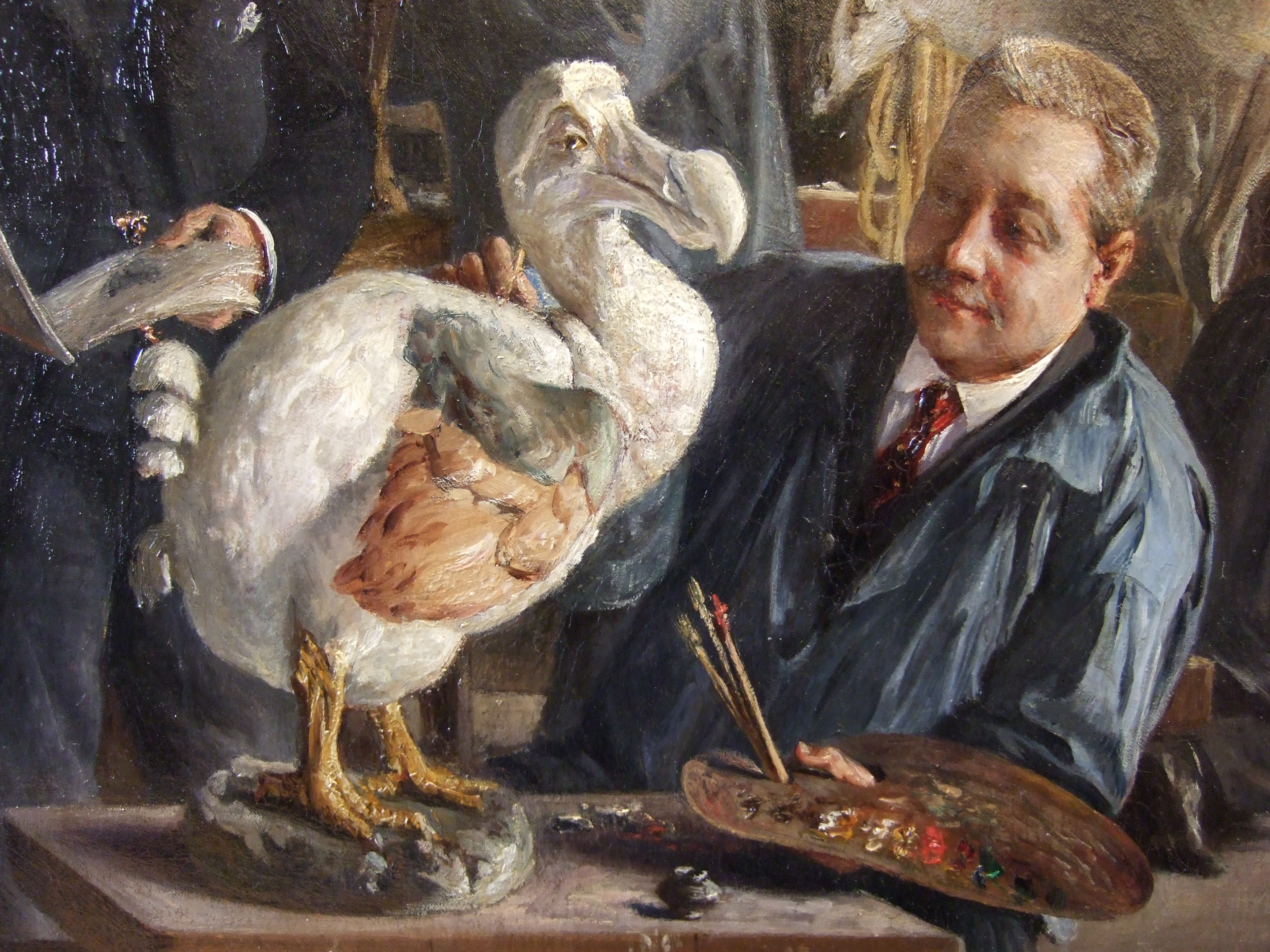
Reconstitution du Dodo par l'atelier du Professeur Oustalet (1903, détail), Paris, Muséum national d'histoire naturelle.